# Aqueduc Carolino

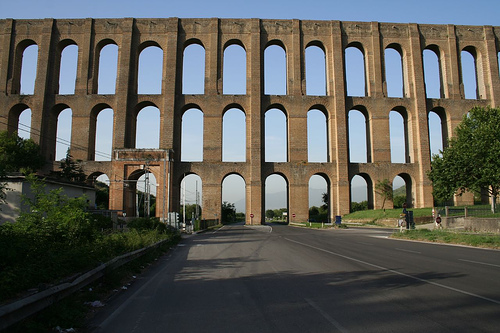
L'aqueduc Carolino.

L’aqueduc Carolino (également appelé en italien acquedotto Carolino ou  acquedotto di Vanvitelli) est un ouvrage d'art hydraulique, un aqueduc de 38 kilomètres, situé dans la région de Campanie, dans la province de Caserte, destiné à acheminer l'eau de la source du Fizzo jusqu'au sommet de Montebriano.

## Historique
Décidée en 1753, par le roi Charles III, la construction de cet aqueduc avait pour but d'alimenter les fontaines et les étangs des jardins du palais royal de Caserte mais aussi les manufactures de soie de San Leucio.
Son tracé dessiné par Luigi Vanvitelli se déroule en grande partie enterré. La canalisation, large de 1,2 m et haut de 1,3 m, signalée par 67 torrini, est une construction à plan carré et couverture pyramidale destinée à l'accès pour la maintenance. D'une grande qualité architectonique, le viaduc, parfaitement conservé et toujours en service, traverse le Valle di Maddaloni du mont Logano en Est au mont Garzano en Ouest ; il est construit en pierre de tuf avec une puissante structure à trois rangées d'arcades pour une longueur de 529 mètres et avec une hauteur maximale de 55,80 mètres selon le modèle des aqueducs romains. Il est inauguré le 7 mai 1762.
En 1996, l'aqueduc de Carolino est inscrit au patrimoine mondial de l'humanité sur la liste établie par l'Unesco avec le palais de Caserte et son parc ainsi que le Belvedere di San Leucio.

## Sources
- (it) Cet article est partiellement ou en totalité issu de l’article de Wikipédia en italien intitulé « Acquedotto Carolino » (voir la liste des auteurs).